# Zimtbuschsänger

Tafel aus seiner Erstbeschreibung von Eduard Rüppell (1840)

Der Zimtbuschsänger (Bradypterus cinnamomeus) ist ein ostafrikanischer Singvogel aus der Familie der Grassänger (Locustellidae).

## Merkmale
Der Zimtbuschsänger ist ein kleiner Singvogel mit einer Körperlänge von 13 bis 15 Zentimetern und einem Gewicht von 15 bis 22 Gramm.
Auffällig und charakteristisch sind der bis zum Schnabel verlaufende, hell gelblich-weiße Überaugenstreif (Supercilium) und der lange, keilförmig gut abgestufte Schwanz, der aus zehn oder zwölf relativ breiten Federn besteht. 
Die Oberseite des Kopfes und die Kopfseiten sind dunkel olivbraun befiedert. Das Federkleid der Körperoberseite und der Oberflügel weist eine zimtbraune Färbung auf, wobei Bürzel- und Schwanzfedern einen stärker rötlichen Ton zeigen. Im Kontrast dazu stehen die weißlich befiederten Kehle und Bauch. Auffällig ist das zimtbraune Brustband, das sich deutlich von der helleren schmutzig-weißlichen Unterseite abhebt. Auch die Flanken und die Unterschwanzdecken sind zimtbraun befiedert.
Die Iris des Zimtbuschsängers hat eine haselnussbraune Färbung. Der Schnabel ist schwarz-dunkelbraun, während die Beine eine hell- bis rotbraune Farbe aufweisen. Männchen und Weibchen zeigen keine äußerlichen Unterschiede in ihrer Gefiederfärbung und sind somit nicht geschlechtsdimorph.
Jungvögel unterscheiden sich in ihrer Gefiederfärbung von den adulten Tieren. Sie sind auf der Oberseite brauner und auf der Unterseite gelblich getönt. Ihre Kehle weist diffuse Streifen auf, und das Brustband ist weniger deutlich ausgeprägt als bei erwachsenen Vögeln.

## Systematik
Der Zimtbuschsänger (Bradypterus cinnamomeus) ist eine Vogelart aus der Familie der Schwirlverwandten (Locustellidae). Er wurde ursprünglich von Eduard Rüppell im Jahr 1840 unter dem wissenschaftlichen Namen Sylvia? (Salicaria) cinnamomea beschrieben, wobei als Typuslokalität Entschetqab in der Provinz Semien in Abessinien (heute Äthiopien) angegeben wurde.
In der taxonomischen Geschichte der Art gab es einige Veränderungen und Diskussionen. Früher wurde die Unterart Bradypterus cinnamomeus ufipae, die heute zum Lopesbuschsänger (Bradypterus lopezi) gezählt wird, manchmal dem Zimtbuschsänger zugeordnet. Beide sind eng verwandt und weisen eine große morphologische Ähnlichkeit auf.
Gegenwärtig werden vier Unterarten des Zimtbuschsängers anerkannt:
1. Bradypterus cinnamomeus cinnamomeus: Dies ist die Nominatform, die in den Hochländern Äthiopiens und weiteren Teilen Ostafrikas vorkommt.
2. Bradypterus cinnamomeus cavei: Diese Unterart ist im Südsudan und Nordosten Ugandas beheimatet. Sie ist insgesamt dunkler als die Nominatform und zeigt eine stärker rötliche Färbung am Bürzel sowie ein breiteres Brustband.
3. Bradypterus cinnamomeus mildbreadi: Sie ist in den Ruwenzori-Bergen an der Grenze zwischen Uganda und der Demokratischen Republik Kongo zu finden. Sie zeichnet sich durch eine intensivere Färbung aus und ist auf der Oberseite stärker rotbraun.
4. Bradypterus cinnamomeus nyassae: Das Verbreitungsgebiet dieser Unterart erstreckt sich über Teile Tansanias, der Demokratischen Republik Kongo, Sambias und Malawis. Sie ist matter gefärbt und zeigt einen mehr gelblich-braunen Ton. Ihr Brustband ist blasser und weniger deutlich ausgeprägt als bei den anderen Unterarten.

Die taxonomische Einordnung des Zimtbuschsängers als eigenständige Art wird durch verschiedene ornithologische Autoritäten unterstützt. So wird er in der IOC World Bird List als vollwertige Spezies geführt. Auch in der Clements Checklist of Birds of the World und in der von BirdLife International verwendeten Taxonomie wird der Zimtbuschsänger als eigenständige Art behandelt.
Die Systematik der Buschsänger und verwandter Arten innerhalb der Familie Locustellidae sind Gegenstand fortlaufender Forschung. Molekulargenetische Studien könnten in Zukunft zu weiteren Erkenntnissen über die phylogenetischen Beziehungen innerhalb dieser Gruppe führen und möglicherweise Auswirkungen auf die taxonomische Einstufung des Zimtbuschsängers und seiner Unterarten haben.

## Verbreitung und Lebensraum

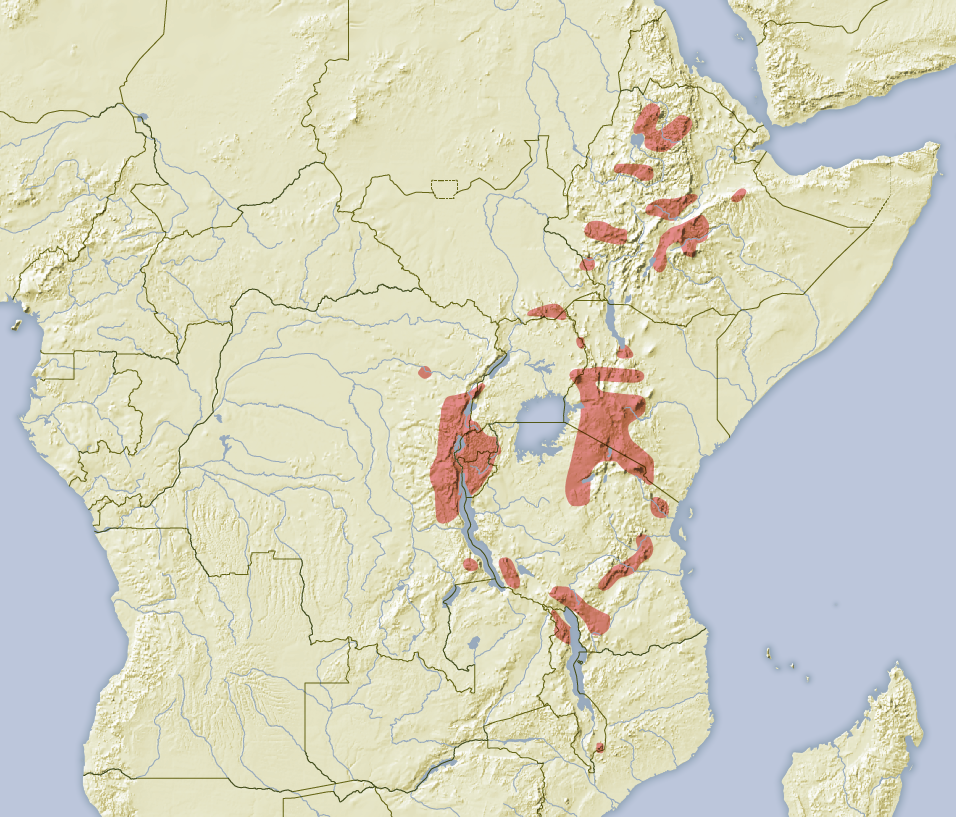
Verbreitung des Zimtbuschsängers in den Hochlandgebieten Ostafrikas

Der Zimtbuschsänger ist in den Hochlandgebieten Ostafrikas weit verbreitet.
In Äthiopien findet man die Art vorwiegend im Hochland. Das Verbreitungsgebiet erstreckt sich auch auf den östlichen Teil der Demokratischen Republik Kongo, mit Ausnahme des Ruwenzori-Gebirges. In Uganda ist der Vogel sowohl im Südwesten als auch im Osten anzutreffen. In den Ländern Ruanda und Burundi kommt der Zimtbuschsänger flächendeckend vor. In Kenia konzentriert sich sein Vorkommen auf den Westen, das Zentrum und den Südosten des Landes. In Tansania bewohnt der Vogel ebenfalls diverse Lebensräume: Er ist im Norden, einschließlich der Region um den Kilimandscharo und in den Ngorongoro-Hochländern, sowie in den Bergregionen im Nordosten, Süden und Südwesten des Landes zu finden. Im Südsudan beschränkt sich das Vorkommen auf die Imatong- und Dongatona-Berge. In Sambia ist die Art im Nordosten nachgewiesen, während sie in Malawi sowohl im Norden als auch im Süden vorkommt, insbesondere auf dem Nyika-Plateau und dem Mulanje.
Die Verbreitung des Zimtbuschsängers ist eng mit den subtropischen oder tropischen feuchten Bergwäldern und Buschland verbunden. Diese Habitate bieten die notwendige Vegetationsstruktur und ökologischen Bedingungen, die die Art für ihr Überleben benötigt. So umfasst der Lebensraum des Zimtbuschsängers verschiedene Vegetationstypen in Höhenlagen: bevorzugt dichte Unterholzvegetation an Waldrändern und in Lichtungen sowie in buschigem Bambus, Bergwäldern mit aufgelockertem Kronendach und buschiger Vegetation entlang von Straßen. Zudem bewohnt sie Gebiete mit hohem, dichtem Gras, Sumpfränder, montanes Buschland und Farnkraut-Brombeer-Gestrüpp.
Der Höhenbereich, in dem der Zimtbuschsänger vorkommt, variiert je nach Region. Generell ist die Art hauptsächlich oberhalb von 1800 Metern über dem Meeresspiegel zu finden. In Kenia wurde sie sogar in Höhen von über 3300 Metern nachgewiesen. In Malawi hingegen kommt sie bereits ab einer Höhe von 1300 Metern vor.

## Lebensweise
Die Nahrungssuche der Zimtbuschsänger erfolgt hauptsächlich am Boden oder in der bodennahen Vegetation. Dabei bewegen sie sich einzeln oder paarweise mausartig durch das Unterholz. Aufgrund ihrer guten Tarnung fallen sie erst durch Warnrufe oder schnelle Fluchtbewegungen auf. Ihre Ernährung besteht vorwiegend aus kleinen Insekten, worunter beispielsweise Käfer (Coleoptera), Ameisen (Formicidae) und Raupen zu ihrem Beutespektrum gehören. 
In Bezug auf seine Lautäußerungen zeichnet sich der Zimtbuschsänger durch einen charakteristischen Gesang aus. Dieser besteht aus einer kurzen Phrase von etwa 2 bis 5 Sekunden Dauer, die mit mehreren einleitenden Tönen beginnt und in einen klingenden Triller übergeht. Der Gesang wird oft als „chew chee chiriririririri“ oder „cheew chewichewichewichewi“ beschrieben und in kurzen Abständen wiederholt. Häufig antwortet ein zweiter Vogel mit hohen Tönen in einem asynchronen Duett, was auf eine komplexe akustische Kommunikation innerhalb der Art hindeutet.
In seinem Verhalten zeigt der Zimtbuschsänger eine ausgeprägte Territorialität und lebt monogam. Diese Lebensweise deutet auf eine stabile Paarbindung und die Verteidigung von Ressourcen innerhalb eines bestimmten Gebiets hin, was typisch für viele Singvogelarten ist. Bewegungsmuster des Zimtbuschsängers sind durch Sesshaftigkeit gekennzeichnet. Dies bedeutet, dass die Vögel in der Regel in ihrem angestammten Gebiet verbleiben und keine ausgeprägten saisonalen Wanderungen unternehmen. Diese Standorttreue ermöglicht es der Art, sich optimal an lokale Bedingungen anzupassen und stabile Populationen in geeigneten Habitaten aufzubauen.

## Fortpflanzung
Der Zimtbuschsänger zeigt ein an die Bedingungen seines Lebensraumes angepasstes Fortpflanzungsverhalten. Die Brutzeit dieser Art variiert je nach geographischer Region und lokalen klimatischen Bedingungen. In Äthiopien beispielsweise wurde beobachtet, dass die Eiablage in den Monaten Mai und Oktober stattfindet. Auch im Sudan beginnt die Brutzeit bereits im Mai, während in Zentralkenia und Nordtansania die Fortpflanzungsperiode von August bis Februar andauert. In der östlichen Demokratischen Republik Kongo erstreckt sich die Brutzeit von Februar bis Juni, und in Malawi fällt sie in die Monate November bis Februar.
Während der Brutzeit zeigt der Zimtbuschsänger ein ausgeprägtes Balzverhalten. Das Männchen führt spektakuläre Flugmanöver durch, um ein Weibchen anzulocken. Diese Flugvorführungen werden von Gesängen begleitet, die eine wichtige Rolle bei der Partnerwahl und Revierverteidigung spielen. Ein Aspekt des Fortpflanzungsverhaltens des Zimtbuschsängers ist das asynchrone Duettieren. Häufig antwortet ein zweiter Vogel mit hochfrequenten Tönen auf den Gesang des ersten, was zu einem komplexen akustischen Zusammenspiel führt. Dieses Verhalten könnte sowohl der Paarbindung als auch der Reviermarkierung dienen.
Der Zimtbuschsänger gilt als monogame Art, die in Einzelpaaren brütet und Territorien etabliert. Das Nest wird sorgfältig in Bodennähe angelegt, typischerweise in einem Grasbüschel oder in dichter Vegetation versteckt. Es handelt sich um einen tiefen, voluminösen Napf, der aus trockenen Gräsern und Blättern konstruiert wird. Die Außenseite des Nests wird mit Pflanzenwolle und Federn bedeckt, während das Innere mit feinen Gräsern und Daunen ausgepolstert wird. Diese Bauweise bietet nicht nur Schutz vor Witterungseinflüssen, sondern auch eine gewisse Tarnung vor potenziellen Prädatoren.
Die Gelegegröße des Zimtbuschsängers beträgt in der Regel zwei bis drei Eier. Über die Dauer der Inkubationszeit oder die Nestlingsperiode liegen keine genauen Informationen vor.  Insgesamt scheint der Zimtbuschsänger in Ostafrika ein Trockenzeitbrüter zu sein. Diese Anpassung ermöglicht es der Art vermutlich, bei optimaler Verfügbarkeit von Nahrungsressourcen für die Aufzucht der Jungen zu brüten.

## Gefährdung und Schutz
Trotz der weitreichenden Verbreitung des Zimtbuschsängers in verschiedenen Hochlandregionen Afrikas und der Einstufung als „Least Concern“ (nicht gefährdet) durch die International Union for Conservation of Nature and Natural Resources (IUCN), gibt es einige Aspekte bezüglich seiner Gefährdung und des Schutzes, die beachtet werden sollten. Die Population des Zimtbuschsängers wird als stabil angesehen, da es keine signifikanten Hinweise auf Rückgänge oder ernsthafte Bedrohungen gibt. Diese Art ist in vielen Hochlandgebieten häufig anzutreffen, was zu ihrer Einstufung als nicht global bedroht führt. Die Art bevorzugt Lebensräume, die nicht vollständig von Primärwäldern abhängig sind, und kommt häufig in Randhabitaten, Sekundärwuchs und halboffenen Bereichen vor. Diese Flexibilität in Bezug auf den Lebensraum könnte ihr helfen, sich an Veränderungen in ihrer Umgebung anzupassen. Dennoch ist der Zimtbuschsänger potenziellen Bedrohungen ausgesetzt, insbesondere durch die Abholzung von Wäldern und die Ausweitung der Landwirtschaft. Diese Aktivitäten können zu einem Verlust von Lebensraum führen, was langfristig negative Auswirkungen auf die Populationen haben könnte. Es wird empfohlen, dass Schutzmaßnahmen zur Erhaltung der natürlichen Lebensräume des Zimtbuschsängers ergriffen werden. Dazu gehören die Schaffung und der Erhalt von Schutzgebieten sowie die Förderung nachhaltiger landwirtschaftlicher Praktiken, um den Druck auf die natürlichen Lebensräume zu verringern.